# 星海浮沉錄 (1937年電影)
《星海浮沉錄》是一部1937年的美國電影，以特藝七彩手法拍攝。電影由威廉·A·威爾曼執導，珍妮·蓋諾飾演年輕的新進女演員Vicki Lester，弗雷德里克·馬區飾演事業成功但染上酗酒惡習的演員Norman Maine。
電影上映後大受好評，在第10屆奧斯卡金像獎上獲得七項提名，贏得其中的最佳編劇。《星海浮沉錄》之後被重製了三次：1954年、1976年以及2018年。